# Melmerby (Cumbria)
Melmerby is een eeuwen oud plaatsje in het  Engels district Eden in het graafschap Cumbria. Melmerby ligt in de civil parish Ousby. 
De Johannes de Doper Kerk (St John the Baptist’s Church) staat op de monumentenlijst van de English Heritage. Hij dateert uit de 13e eeuw. 
Naast de kerk heeft English Heritage nog 5 andere objecten in Melmerby als monument genoteerd.